# Air Kiribati
Air Kiribati je vlajkový letecký dopravce Republiky Kiribati provozující pravidelné osobní lety na 20 atolů. 
Hlavní sídlo má na Mezinárodním letišti Bonriki na ostrově Tarawa v souostroví Gilbertovy ostrovy. Společnost rovněž zajišťuje regionální charterové lety, lékařskou evakuaci, pátrací a záchranné služby.

## Historie
Air Kiribati byla původně založena jako Air Tungaru v roce 1977. V té době provozovala Boeing 727, který sloužil na všech 16 vnitrostátních letištích na Kiribati a navíc obsluhoval i destinace Honolulu a Papeete. V roce 1996 ukončila Air Tungaru provoz a byla nahrazena společností Air Kiribati. Tato nová společnost se zaměřila především na obsluhu vnitrostátních destinací na Kiribati pomocí menších regionálních dopravních letadel.
V roce 2002 začala Air Kiribati provozovat letouny ATR 72-500, ale byly vyřazeny v roce 2004. V roce 2016 rozšířila své domácí lety také na Liniové ostrovy, kde obsluhovala v Kiritimati ostrovy Teraina a Tabuaeran. V roce 2017 přijala společnost svůj první letoun Bombardier Dash 8, a v roce 2019 obdržela první z dvou letadel Embraer E190-E2.

## Velikost
Od července 2022 se Air Kiribati skládá z následujících letadel:
| Letadlo                        | Ve službě | Objednávky | Počet míst |
| ------------------------------ | --------- | ---------- | ---------- |
| De Havilland Kanada Dash 8-106 | 1         | —          | 37         |
| De Havilland Canada DHC-6-300  | 3         | —          | 20         |
| DHC-6 Twin Otter řady 400      | 1         | —          | 19         |
| Embraer E190-E2                | 1         | 1          | 92 (12/80) |
| Celkový                        | 6         | 1          |            |